# 糸脈
糸脈（いとみゃく）は、明治時代に近代医学を導入する以前に日本で行なわれたとされる診察法。その体に直接触れることが許されない高貴な人を医師が診察する際、脈を見るためにその人の手首に糸を巻き、医師は離れた所で糸を伝わって来る脈を感じ取ったというもの。もとは中国から伝わったともされるが文献資料は少なく、医学史家の間では、一般的にそのような診察法の存在については否定的である。

## 背景
近代以前の日本では医師の社会的地位は低く、一方身分制度は強力に機能していたので、医師が高貴な人々を診察・治療する場合において様々な制限が課されるのは珍しくなかった。医師の身分は低かったので、将軍や皇族などの侍医でさえ、平伏して決して顔を上げずに脈をうかがった。
場合によっては医師の診察を忌避する事もあり、実際に、江戸時代に長崎のオランダ商館付きの医師として来日したスウェーデン人のツンベルク （Carl Peter Thunberg）がその状況を記録している。将軍に謁見する商館長に随行して江戸に行ったツンベルクは、幕府の役人から、時の将軍徳川家治の養女と思われる非常な高位の病人の治療を求められた。しかし患者に接するどころかその姿を見る事も許可されず、役人たちは治療に必要な情報も公にしなかった。そこで彼は将軍の侍医らから情報を収集し、ようやく治療しえたという。
こうした、医師に対する蔑みの念が、糸を用いて脈を取るという、実際にはできそうもない診察法を医師が強要される話として伝えられたかと考えられる。

## 糸脈の真偽
山崎佐は、将軍徳川家綱の正室高厳院が乳がんにかかって亡くなった時の逸話を『医事談叢』で紹介している。それによると、奥医師らは高厳院を糸脈で診察するよう将軍から命じられた。医師たちは実際に脈を取らないと治療できないと進言したが、当の高厳院は、身分の卑しい者と直接対面するのを拒み、治療を受けずに死去した。これは医師を忌避する前章の事例とも重複するが、糸脈による診察が命じられており、ここから糸脈が実際に行なわれていた可能性が考えられる。
一方、江戸時代の鈴木桃野は随筆『無可有郷』の中で糸脈について触れ、糸脈という事を医家は常に行なっているけれども、実際に行なったという話はいまだに聞かず、ましてその方法は全く分からない、と記している。また『西遊記』に、孫悟空が糸脈の術を使う場面があり、それに由来するのだとも言う。更に江戸末期に加藤宜樹（かとううまき）は『南窓筆記』中で、糸脈は単に「系脈」の誤記にすぎないと書いている。